# 东林街道
东林街道，是中华人民共和国重庆市綦江区下辖的一个乡镇级行政单位。

## 行政区划
东林街道下辖以下地区：
清溪桥社区、观井湾社区、腰子口社区、和平村社区、鱼田堡社区和铁路村社区。